# 서정석
서정석(1949년 8월 6일 ~ 대구광역시 달성군)은 대한민국의 정치인이다. 제5대 용인시장을 역임했다.

## 역대 선거 결과
|  | 53.54% |

|  | 10.46% |